# П'єр Гедін
П'єр Гедін (швед. Pierre Hedin, нар. 19 лютого 1978, Ерншельдсвік) — шведський хокеїст, що грав на позиції захисника.

## Ігрова кар'єра
Хокейну кар'єру розпочав на батьківщині 1994 року виступами за команду МОДО.
1999 року був обраний на драфті НХЛ під 239-м загальним номером командою «Торонто Мейпл-Ліфс». 
Протягом професійної клубної ігрової кар'єри, що тривала 17 років, захищав кольори команд МОДО, «Седертельє» та «Тімро», «Сент-Джонс Мейпл-Ліфс», «Торонто Мейпл-Ліфс», «Мангейм» та «Амбрі-Піотта».
Загалом провів 3 матчі в НХЛ.
Виступав у складі національної збірної Швеції.

## Нагороди та досягнення
- Чемпіон Швеції в складі МОДО — 2007.

## Статистика

### Клубні виступи
| 1994–95            | МОДО                    | J20                | 21  | 0  | 3  | 3   | 20  | —  | —  | —  | —  | —  |
| 1995–96            | МОДО                    | J20                | 29  | 6  | 8  | 14  | 34  | —  | —  | —  | —  | —  |
| 1996–97            | МОДО                    | J20                | 20  | 6  | 11 | 17  | —   | —  | —  | —  | —  | —  |
| 1996–97            | МОДО                    | Елітсерія          | 19  | 1  | 2  | 3   | 6   | —  | —  | —  | —  | —  |
| 1997–98            | МОДО                    | J20                | 7   | 6  | 1  | 7   | 10  | —  | —  | —  | —  | —  |
| 1997–98            | МОДО                    | Елітсерія          | 29  | 2  | 1  | 3   | 26  | 9  | 1  | 1  | 2  | 4  |
| 1998–99            | МОДО                    | Елітсерія          | 41  | 6  | 5  | 11  | 28  | 13 | 1  | 1  | 2  | 12 |
| 1999–00            | МОДО                    | Елітсерія          | 48  | 9  | 5  | 14  | 36  | 13 | 0  | 2  | 2  | 8  |
| 2000–01            | МОДО                    | Елітсерія          | 46  | 5  | 8  | 13  | 59  | 7  | 3  | 0  | 3  | 4  |
| 2001–02            | МОДО                    | Елітсерія          | 39  | 7  | 9  | 16  | 20  | 14 | 8  | 2  | 10 | 10 |
| 2002–03            | МОДО                    | Елітсерія          | 46  | 8  | 14 | 22  | 32  | 6  | 0  | 1  | 1  | 4  |
| 2003–04            | «Сент-Джонс Мейпл-Ліфс» | АХЛ                | 62  | 5  | 19 | 24  | 52  | —  | —  | —  | —  | —  |
| 2003–04            | «Торонто Мейпл-Ліфс»    | НХЛ                | 3   | 0  | 1  | 1   | 0   | —  | —  | —  | —  | —  |
| 2004–05            | МОДО                    | Елітсерія          | 31  | 3  | 4  | 7   | 28  | 6  | 1  | 0  | 1  | 6  |
| 2005–06            | «Мангейм»               | ДХЛ                | 50  | 8  | 13 | 21  | 52  | —  | —  | —  | —  | —  |
| 2006–07            | «Амбрі-Піотта»          | НЛА                | 20  | 2  | 5  | 7   | 26  | —  | —  | —  | —  | —  |
| 2006–07            | МОДО                    | Елітсерія          | 31  | 0  | 7  | 7   | 30  | 20 | 0  | 6  | 6  | 32 |
| 2007–08            | МОДО                    | Елітсерія          | 55  | 6  | 9  | 15  | 72  | 4  | 0  | 1  | 1  | 8  |
| 2008–09            | МОДО                    | Елітсерія          | 53  | 4  | 4  | 8   | 62  | —  | —  | —  | —  | —  |
| 2009–10            | «Седертельє»            | Елітсерія          | 48  | 7  | 13 | 20  | 48  | —  | —  | —  | —  | —  |
| 2010–11            | «Седертельє»            | Елітсерія          | 55  | 2  | 7  | 9   | 34  | —  | —  | —  | —  | —  |
| 2011–12            | «Тімро»                 | Елітсерія          | 23  | 0  | 1  | 1   | 10  | —  | —  | —  | —  | —  |
| Усього в Елітсерії | Усього в Елітсерії      | Усього в Елітсерії | 564 | 60 | 89 | 149 | 491 | 92 | 14 | 14 | 28 | 88 |
| Усього в НХЛ       | Усього в НХЛ            | Усього в НХЛ       | 3   | 0  | 1  | 1   | 0   | —  | —  | —  | —  | —  |

### Збірна
| Рік              | Команда          | Турнір           | І  | Г | П | О | ШХ |
| ---------------- | ---------------- | ---------------- | -- | - | - | - | -- |
| 1996             | Швеція           | ЮЧЄ              | 5  | 2 | 2 | 4 | 10 |
| 1998             | Швеція           | МЧС              | 7  | 3 | 2 | 5 | 4  |
| 2002             | Швеція           | ЧС               | 9  | 2 | 1 | 3 | 4  |
| Молодіжна збірна | Молодіжна збірна | Молодіжна збірна | 12 | 5 | 4 | 9 | 14 |